# Buikman
Um buikman, também conhecido como mikkeman, wekkeman ou stutenkerl, é um pão de massa fina recheado com uvas passas comum na região do Limburgo, no nordeste da França, na Alemanha, e em outros países germanófonos. O buikman é um pão em formato de um ser humano, com vestimentas de um bispo, frequentemente assado com um pequeno cachimbo de argila na boca. Às vezes, o pão também carrega um galho de pinheiro. Tradicionalmente, come-se a cabeça do buikman antes do resto do corpo.

## Origem
O pão é assado no formato estilizado de Sinterklaas, uma figura baseada em Nicolau de Mira. A origem da receita e das tradições em torno do buikman não são totalmente claras. Uma das teorias para o surgimento nos Países Baixos seria que o pão era assado por membros da Igreja Católica, que davam os pães uns aos outros ao fim das missas. Posteriormente, a receita se tornou quase que exclusivamente consumida durante festividades. De acordo com a tradição, oferecer buikmannen a outras pessoas traria sorte.
Outra possibilidade é que o pão era assado e oferecido aos deuses durante as festividades do Solstício de Inverno pelos germanos. Essa teoria é respaldada pelos feriados católicos durante os quais os buikmannen coincidirem com celebrações germânicas, como os dias de São Martinho, São Pedro Damião e São Nicolau. A receita é mais comumente consumida durante o Advento, mas isso também varia de acordo com o local. Acredita-se que essa tradição surgiu na Alemanha.